# Saltuarius cornutus
Saltuarius cornutus (північний листохвостий гекон) — вид геконоподібних ящірок родини Carphodactylidae. Ендемік Австралії.

## Поширення й екологія
Північні листохвості гекони мешкають на північно-східному узбережжі Квінсленду, між Таунсвіллом і Куктауном. Вони живуть у вологих рівнинних і гірських тропічних лісах, на стовбурах дерев і серед каміння. Зустрічаються на висоті від 100 до 1300 м над рівнем моря. Живляться тарганами, павуками та іншими безхребетними. Відкладають яйця.